# Kelley O'Hara
Kelley Maureen O'Hara (Peachtree City, Georgia; 4 de agosto de 1988) es una futbolista estadounidense, que ha sido medallista olímpica e integrante de planteles que han ganado la Copa Mundial de Fútbol Femenino de la FIFA. Juega como lateral y mediocampista para la Selección femenina de fútbol de Estados Unidos, y como defensora en el Washington Spirit de la National Women's Soccer League. Siendo delantera del equipo de Stanford, fue la ganadora en 2009 de Hermann Trophy. Tiene estudios en ciencias, tecnología y sociedad con especialización en ingeniería ambiental.
En la historia del equipo sub-20 de Estados Unidos, es la tercera goleadora de la historia y la sexta con más partidos como capitana. En las selecciones mayores, compitió en los Mundiales de 2011, 2015 y 2019, y es una de las tres jugadoras que disputaron todos los minutos en el torneo olímpico femenino de 2012.

## Estadísticas

### Clubes
| Club              | País           | Año         |
| ----------------- | -------------- | ----------- |
| Pali Blues        | Estados Unidos | 2009        |
| FC Gold Pride     | Estados Unidos | 2010        |
| Boston Breakers   | Estados Unidos | 2011        |
| Sky Blue FC       | Estados Unidos | 2013 - 2017 |
| Utah Royals FC    | Estados Unidos | 2018 - 2020 |
| Washington Spirit | Estados Unidos | 2021 - 2022 |

## Palmarés

### Títulos internacionales
| Título                          | Equipo         | Sede    | Año  |
| ------------------------------- | -------------- | ------- | ---- |
| Juegos Olímpicos                | Estados Unidos | Londres | 2012 |
| Copa Mundial Femenina de Fútbol | Estados Unidos | Canadá  | 2015 |
| Copa Mundial Femenina de Fútbol | Estados Unidos | Francia | 2019 |
| Juegos Olímpicos                | Estados Unidos | Tokio   | 2020 |

(*) Incluyendo la Selección